# Sergio Arribas
Sergio Arribas Calvo Peludo (Madrid, 30 de septiembre de 2001) es un futbolista español que juega como centrocampista en la U. D. Almería de la Segunda División de España.

## Trayectoria
Natural de Madrid, tuvo sus primeros contactos con el fútbol en el Pérez Galdós (2007-10) y en las formativas del Club Deportivo Leganés (2010-12) antes de unirse a las categorías inferiores del Real Madrid Club de Fútbol en 2012. Allí fue quemando etapas desde el equipo alevín "A" hasta el primer equipo juvenil en la temporada 2019-20, bajo las órdenes de Raúl González, exjugador histórico del club. Allí formó parte de la plantilla que ganó la Liga Juvenil de la UEFA al derrotar en la final a los juveniles del Sport Lisboa e Benfica por 2-3.  Sus estadísticas en la competición europea fueron 10 partidos en los que anotó 2 goles. A ellos les sumó 16 goles, anotados en el campeonato nacional de liga.
Durante la temporada 2020-21 formó parte del Real Madrid Castilla Club de Fútbol de la Segunda División "B", también bajo dirección de Raúl González.
El 20 de septiembre de 2020 hizo su debut en el primer equipo del Real Madrid Club de Fútbol en Primera División, en un encuentro disputado en el estadio de Anoeta frente a la Real Sociedad de Fútbol que acabó con empate a cero, reemplazando a Vinícius Júnior en los minutos finales del encuentro. El 9 de diciembre del mismo año debutó en la Liga de Campeones en el último partido de la fase de grupos frente al Borussia Mönchengladbach entrando como sustituto de Rodrygo.
El 8 de febrero de 2023 jugó su primer partido en un Mundial de Clubes entrando como sustituto de Vinícius Júnior en el minuto 98, y marcó su primer tanto en la misma competición 28 segundos después de entrar al terreno de juego contra el Al-Ahly de Egipto.
En total disputó 14 encuentros con el primer equipo y con el Castilla consiguió superar la cifra de 40 goles, además de ser el máximo goleador del equipo en sus dos últimas temporadas antes de marcharse traspasado en agosto de 2023 a la U. D. Almería.

## Internacional
Es internacional sub-19 con España. Así mismo, tiene visorias y entrenamientos con la selección de mayores de España siendo considerado uno de los mayores prodigios del colegio los ángeles.

## Estadísticas

### Clubes
Actualizado hasta su último partido disputado el 11 de junio de 2025.
| Club                                | Div.          | Temporada     | Liga  | Liga  | Liga   | Copas | Copas | Copas  | Internacional | Internacional | Internacional | Total | Total | Total  |
| Club                                | Div.          | Temporada     | Part. | Goles | Asist. | Part. | Goles | Asist. | Part.         | Goles         | Asist.        | Part. | Goles | Asist. |
| ----------------------------------- | ------------- | ------------- | ----- | ----- | ------ | ----- | ----- | ------ | ------------- | ------------- | ------------- | ----- | ----- | ------ |
| Real Madrid Castilla C. F. · España | 2.ª B         | 2020-21       | 20    | 5     | 1      | —     | —     | —      | —             | —             | —             | 20    | 5     | 1      |
| Real Madrid Castilla C. F. · España | 1.ª F         | 2021-22       | 36    | 15    | 7      | —     | —     | —      | —             | —             | —             | 36    | 15    | 7      |
| Real Madrid Castilla C. F. · España | 1.ª F         | 2022-23       | 37    | 21    | 8      | —     | —     | —      | —             | —             | —             | 37    | 21    | 8      |
| Real Madrid Castilla C. F. · España | Total club    | Total club    | 93    | 41    | 16     | 0     | 0     | 0      | 0             | 0             | 0             | 93    | 41    | 16     |
| Real Madrid C. F. · España          | 1.ª           | 2020-21       | 8     | 0     | 0      | —     | —     | —      | 2             | 0             | 0             | 10    | 0     | 0      |
| Real Madrid C. F. · España          | 1.ª           | 2022-23       | 2     | 0     | 0      | 1     | 0     | 0      | 1             | 1             | 0             | 4     | 1     | 0      |
| Real Madrid C. F. · España          | Total club    | Total club    | 10    | 0     | 0      | 1     | 0     | 0      | 3             | 1             | 0             | 14    | 1     | 0      |
| U. D. Almería · España              | 1.ª           | 2023-24       | 34    | 9     | 4      | 2     | 0     | 1      | —             | —             | —             | 36    | 9     | 5      |
| U. D. Almería · España              | 2.ª           | 2024-25       | 43    | 9     | 3      | 3     | 0     | 1      | —             | —             | —             | 46    | 9     | 4      |
| U. D. Almería · España              | Total club    | Total club    | 77    | 18    | 7      | 5     | 0     | 2      | 0             | 0             | 0             | 82    | 18    | 9      |
| Total carrera                       | Total carrera | Total carrera | 180   | 59    | 23     | 6     | 0     | 2      | 3             | 1             | 0             | 189   | 60    | 25     |
| 1. 2. 3.                            |               |               |       |       |        |       |       |        |               |               |               |       |       |        |

## Palmarés

### Campeonatos internacionales
| Título                            | Club                      | Sede      | Año     |
| --------------------------------- | ------------------------- | --------- | ------- |
| Liga de Campeones juvenil         | Real Madrid C. F. Juvenil | Suiza     | 2019-20 |
| Copa Mundial de Clubes de la FIFA | Real Madrid C. F.         | Marruecos | 2022    |